# هوشيار زيباري
هوشيار محمود محمد زيباري (بالكردية: ھۆشیار مەحموود محەممەد زێباری) (1953 -)، سياسي عراقي كردي شغل منصب وزير خارجية العراق للفترة من 2004-2014، كما شغل منصب وزير المالية لغاية شهر أيلول 2016م، وهو حاصل على شهادة بالعلوم السياسية من الجامعة الأردنية بعمّان في عام 1976 باعتبارهِ من عرب الأحواز، وأكمل دراسة الماجستير في علم الاجتماع والتنمية في عام 1979 من جامعة إسكس في المملكة المتحدة. أصبح عضو في اللجنة المركزية والمكتب السياسي للحزب الديمقراطي الكردستاني في 1979. وعمل كممثل للحزب في أوروبا قبل إدارة مكتب الحزب للعلاقات الدولية من 1988 حتى 2003. انتخب في المجلس التنفيذي للمؤتمر العراقي سنة 1992 وانتخب للمجلس الرئاسي للمؤتمر سنة 1999. عمل وزيراً للخارجية في الحكومة التي عينها مجلس الحكم في العراق واحتفظ بحقيبته في الحكومة العراقية المؤقتة والحكومة العراقية الانتقالية إلى أن أصبح وزيراً للخارجية في الحكومة العراقية 2006 والحكومة العراقية 2010 وهو خال مسعود بارزاني.

## اقالته من منصبه
في تاريخ 23 سبتمبر 2016 صوت البرلمان العراقي على سحب الثقة منه على خلفية تهم بالفساد وتمت اقالته من منصبه .

## الترشح لمنصب رئيس الجمهورية والأستبعاد
رُشح هوشيار لمنصب رئاسة الجمهورية من قبل الحزب الديموقراطي الكوردستاني، لكن القضاء العراقي المتمثل بالمحكمة الاتحادية العليا أصدر قراراً بأستبعاده نهائياً بسبب قضايا فساء مالي خلال وجوده كوزيراً للمالية أدت إلى سحب الثقة عنه في البرلمان العراقي عام 2016.